# IRAS 19181+1056
IRAS 19181+1056 – młoda gwiazda typu T Tauri w gwiazdozbiorze Orła.
Z dysku akrecyjnego wokół IRAS 19181+1056 wystrzeliwują w przeciwnych kierunkach, prostopadle do dysku dwa dżety, z których jeden tworzy obiekt Herbiga-Haro HH 32.